# Diplocephalus marusiki
Diplocephalus marusiki là một loài nhện trong họ Linyphiidae.
Loài này thuộc chi Diplocephalus. Diplocephalus marusiki được Kirill Yuryevich Eskov miêu tả năm 1988.